# Sainte-Marie-à-Py
Sainte-Marie-à-Py és un municipi francès, situat al departament del Marne i a la regió del Gran Est. L'any 2007 tenia 201 habitants.

## Demografia

### Població
El 2007 la població de fet de Sainte-Marie-à-Py era de 201 persones. Hi havia 84 famílies, de les quals 24 eren unipersonals (8 homes vivint sols i 16 dones vivint soles), 24 parelles sense fills i 36 parelles amb fills.
La població ha evolucionat segons el següent gràfic:
Habitants censats

### Habitatges
El 2007 hi havia 91 habitatges, 84 eren l'habitatge principal de la família, 2 eren segones residències i 5 estaven desocupats. 90 eren cases i 1 era un apartament. Dels 84 habitatges principals, 72 estaven ocupats pels seus propietaris, 9 estaven llogats i ocupats pels llogaters i 3 estaven cedits a títol gratuït; 3 tenien tres cambres, 16 en tenien quatre i 65 en tenien cinc o més. 64 habitatges disposaven pel capbaix d'una plaça de pàrquing. A 32 habitatges hi havia un automòbil i a 40 n'hi havia dos o més.

### Piràmide de població
La piràmide de població per edats i sexe el 2009 era:
| Homes | Edats   | Dones |
| ----- | ------- | ----- |
| 0     | 95 o +  | 0     |
| 0     | 90 a 94 | 0     |
| 0     | 85 a 89 | 4     |
| 0     | 80 a 84 | 0     |
| 0     | 75 a 79 | 0     |
| 4     | 70 a 74 | 8     |
| 12    | 65 a 69 | 24    |
| 8     | 60 a 64 | 4     |
| 0     | 55 a 59 | 8     |
| 8     | 50 a 54 | 4     |
| 16    | 45 a 49 | 16    |
| 4     | 40 a 44 | 8     |
| 4     | 35 a 39 | 12    |
| 0     | 30 a 34 | 0     |
| 8     | 25 a 29 | 0     |
| 8     | 20 a 24 | 8     |
| 12    | 15 a 19 | 8     |
| 12    | 10 a 14 | 4     |
| 8     | 5 a 9   | 4     |
| 0     | 0 a 4   | 0     |

## Economia
El 2007 la població en edat de treballar era de 114 persones, 91 eren actives i 23 eren inactives. De les 91 persones actives 84 estaven ocupades (46 homes i 38 dones) i 7 estaven aturades (4 homes i 3 dones). De les 23 persones inactives 7 estaven jubilades, 6 estaven estudiant i 10 estaven classificades com a «altres inactius».

### Ingressos
El 2009 a Sainte-Marie-à-Py hi havia 84 unitats fiscals que integraven 205 persones, la mediana anual d'ingressos fiscals per persona era de 18.785 €.

### Activitats econòmiques
Dels 7 establiments que hi havia el 2007, 3 eren d'empreses de comerç i reparació d'automòbils, 3 d'empreses immobiliàries i 1 d'una entitat de l'administració pública.
L'any 2000 a Sainte-Marie-à-Py hi havia 21 explotacions agrícoles.

## Equipaments sanitaris i escolars
L'únic equipament sanitari que hi havia el 2009 era una ambulància.
El 2009 hi havia una escola maternal.

## Poblacions més properes
El següent diagrama mostra les poblacions més properes.